# Лыков, Алексей Васильевич
Алексей Васильевич Лыков (7 [20] сентября 1910, Кострома — 28 июня 1974, Москва) — советский теплофизик, профессор, академик, изобретатель. В честь А. В. Лыкова назван один из термодинамических критериев подобия — Число Лыкова.

## Биография
Родился в Костроме. В 1930 году окончил физико-математическое отделение Ярославского педагогического института и начал работать в сушильной лаборатории Всесоюзного теплотехнического института (ВТИ). В 1931 году получил первое авторское свидетельство за изобретение «Сушилка переменного давления».
В 1932 г. публикует работу «Теория углубления поверхности испарения при сушке твердых тел», которая принесла ему известность в научных кругах. В этом же году поступает в аспирантуру научно-исследовательского института физики Московского университета.
В 1932—1935 гг. работает над проблемой переноса в коллоидных, капиллярно-пористых телах. Им был разработан новый метод определения теплофизических характеристик влажных материалов. В 1935 г. А. В. Лыков открыл явление термической диффузии влаги в капиллярно-пористых телах (эффект Лыкова), которое помогло раскрыть механизм растрескивания влажных материалов и перенос водорастворимых веществ в процессе сушки. Эта работа получила широкую известность как в СССР, так и за границей — она была доложена на секции Лондонского королевского общества и опубликована в его трудах. В этом же году А. В. Лыков успешно защищает кандидатскую диссертацию на эту тему.
А. В. Лыковым разработан новый метод решения нелинейных задач теории теплопроводности, когда теплофизические характеристики зависят от координат. Из этого обобщённого метода вытекает как частный случай ряд общеизвестных методов решения подобного рода задач. Этот обширный цикл работ был обобщён в ставшей уже классической книге А. В. Лыкова «Теория теплопроводности», выдержавшей два издания в СССР и переведённой во многих странах.
в 1936—1942 гг. является консультантом гигротермической лаборатории ЦНИКП НКЛП СССР.
Напряжённая творческая работа не проходит бесследно для здоровья А. В. Лыкова — он тяжело заболевает и переносит сложную операцию. Прикованный к постели, но сохранивший стойкость духа Алексей Васильевич продолжает упорно и плодотворно работать, пишет две монографии — одну по кинетике и динамике процессов сушки, другую — по теплопроводности и диффузии.
После выздоровления в 1939 г. А. В. Лыков защищает докторскую диссертацию в Московском энергетическом институте (МЭИ). В 1940 г. получает звание профессора. По представлению проф. В. Оствальда избирается членом международного общества «Kolloidgeselschaft». В 1942 г. становится заведующим кафедры физики Московского технологического института пищевой промышленности (МТИПП) и одновременно возглавляет кафедру физики Московского института химического машиностроения (МИХИ), где создаёт лаборатории по молекулярной физике и теории тепла. Руководит работами по тепломассопереносу в дисперсных и капиллярно-пористых телах при фазовых и химических превращениях, по радиационному переносу и явлениям переноса в глубоком вакууме.
В 1951 г. А. В. Лыков издаёт монографию «Теория сушки», а в 1956 г. публикует вторую монографию, также посвящённую вопросам сушки — это «Тепло- и массоперенос в процессах сушки».
В 1955 г. на основе теоретических исследований, выполненных под руководством А. В. Лыкова, по сублимационной сушке, был спроектирован и построен завод для проведения этого процесса.
В 1956 г. возглавил Институт тепло- и массообмена АН БССР (ИТМО), который за короткое время вырос из небольшого коллектива (ок. 30 чел.) в крупный теплофизический научный центр. Традиции, заложенные А. В. Лыковым в ИТМО, были уникальными. Демократичность, царившая в институте, сыграла решающую роль в формировании того особого творческого уклада, который предопределил создание атмосферы свободных обсуждений и дискуссий, органически сочетающихся с открытой и доброжелательной критикой и способностью радоваться успехам коллег. Из ИТМО выделились Институт ядерной энергетики АН БССР, Белорусский филиал энергетического института им. Г. М. Кржижановского, Центральный научно-исследовательской институт комплексного использования водных ресурсов (ЦНИИКИВР). За большие научные достижения и успехи в подготовке научных кадров в 1969 г. ИТМО был удостоен высокой правительственной награды — ордена Трудового Красного Знамени.
В 1958 г. по инициативе А. В. Лыкова организуется «Инженерно-физический журнал», главным редактором которого он был до конца жизни. В 1959 г. А. В. Лыков был назначен редактором от СССР международного журнала «International Journal of Heat and Mass Transfer», являлся заместителем председателя Советского национального комитета по тепло- и массообмену.
Большой вклад А. В. Лыкова в теплофизику получил заслуженное признание. В 1956 г. он был избран академиком АН БССР, в 1957 г. — действительным членом Академии строительства и архитектуры СССР и Заслуженным деятелем науки и техники РСФСР, в 1967 г. получил высшую награду страны — орден Ленина, а в 1970 г. — орден Трудового Красного Знамени.
А. В. Лыков придавал большое значение международному сотрудничеству учёных и постоянно стремился к его укреплению. Он явился инициатором проведения в ИТМО Всесоюзных конференций по тепло- и массообмену, которые с 1961 г. проводились здесь каждые четыре года. С 1988 г. — это Международные форумы, в которых принимают участие сотни учёных из разных стран.
Заслуги А. В. Лыкова в области укрепления международных связей учёных признаны во многих странах мира. В 1969 г. А. В. Лыков был избран почётным зарубежным членом общества механиков Польской академии наук, в 1971 г. за вклад в развитие науки о тепло- и массообмене правительство Чехословацкой республики наградило его золотой медалью «За заслуги в развитии дружбы и сотрудничества с ЧССР», а в 1973 г. был награждён Золотой медалью Французского института топлива и энергии.
Похоронен на Ваганьковском кладбище (43 уч.) в Москве. 
В 1975 г. имя А. В. Лыкова присвоено ордена Трудового Красного Знамени Институту тепло- и массообмена АН БССР.

## Научные результаты
А. В. Лыковым разработан механизм переноса тепла и влаги в капиллярно-пористых телах, предложена система дифференциальных уравнений для описания этих процессов (уравнения Лыкова). Доказано влияние молярного переноса влаги, вызванного тепловым и диффузионным скольжением. Предложена методика определения рационального и оптимального режимов сушки. Разработана теория углубления зоны испарения при сушке. Показано, что для нестационарного межфазного теплообмена требуется решение сопряжённых задач (при граничных условиях четвёртого рода). Разработаны новые эффективные операционные приёмы решения задач тепломассообмена, в том числе при граничных условиях четвёртого рода, а также при зависимости теплофизических свойств от координат. Установлены критерии и числа подобия для таких процессов.
Дано обобщение принципа Пригожина о скорости изменения энтропии при процессах переноса. На основании этого принципа получены уравнения переноса с учётом конечной скорости распространения возмущений, которые описываются гиперболическими дифференциальными уравнениями теплопроводности и диффузии. Установлена связь между теорией подобия и операционным исчислением.
Открыто явление анизотропии теплопроводности дисперсных систем и полимерных растворов. Показано, что для систем, состоящих их вытянутых элементов (линейные макромолекулы, твёрдые частицы) возможны эффекты механической и термодинамической «памяти», а также анизотропность теплопроводности.
В последние годы А. В. Лыков занимался также научными проблемами реологии, аэротермооптики и нелинейной термомеханики. Существенен вклад А. В. Лыкова в теорию тепловых труб, капиллярно-пористых сверхпроводников.
Умер в 1974 году. Похоронен на Ваганьковском кладбище (43 уч.).

## Педагогическая деятельность
Подготовил 130 кандидатов наук, из которых 27 стали докторами наук.

## Награды и премии
- 1951 — Государственная премия первой степени за монографию «Теория сушки» (1950).
- 1956 — действительный член АН БССР.
- 1967 — орден Ленина.
- 1969 — Премия им. И. И. Ползунова за монографию «Теория теплопроводности» (1967).
- 1969 — почётный зарубежный член общества механиков Польской АН.
- 1970 — орден Трудового Красного Знамени.
- 1971 — золотая медаль за вклад в развитие науки о тепло- и массообмене от правительства Чехословацкой ССР.
- 1973 — золотая медаль Французского института топлива и энергии.

## Научные публикации
За 40 лет научной деятельности опубликовано 292 научные статьи и 19 монографий, 14 из которых были переведены и изданы за рубежом.
Основные публикации:
- Лыков А. В. Явления переноса в капиллярно-пористых телах. — М.: Государственное издательство технико-теоретической литературы, 1954. — 298 с.
- Лыков А. В. Тепло- и массообмен при фазовых и химических превращениях // Тепло- и массообмен в процессах испарения / Отв. ред. А. В. Лыков. — М.: Изд-во АН СССР, 1958. — С. 7-14.
- Лыков А. В. Применение методов термодинамики необратимых процессов к исследованию тепло-и массообмена // Инженерно-физический журнал. — 1965. — Т. 9. — № 3. — С. 287—304.
- Лыков А. В. Теория теплопроводности. — М.: Высшая школа, 1967. — 600 с.
- Лыков А. В. Тепло- и массообмен в капиллярно-пористых телах // Проблемы теплообмена. Сб. статей. / Под ред. Т. Ф. Ирвина, Дж. П. Харнетта. Пер. с англ. под ред. П. Л. Кириллова. — М.: Атомиздат, 1967. — С. 97-141.
- Лыков А. В. Теория сушки. — М.: Энергия, 1968. — 472 с.
- Лыков А. В. Некоторые проблемные вопросы теории тепломассопереноса // Проблема тепло- и массопереноса / Сб. науч. тр. — Минск: Наука и техника, 1976. — С. 9-82.
- Лыков А. В. Тепломассообмен: (Справочник). 2-е изд., перераб. и доп. — М.: Энергия, 1978. — 480 с.